# Lycochoriolaus sericeus
Lycochoriolaus sericeus är en skalbaggsart som först beskrevs av Bates 1885. Lycochoriolaus sericeus ingår i släktet Lycochoriolaus och familjen långhorningar.
Artens utbredningsområde är Panama. Inga underarter finns listade i Catalogue of Life.